# Johnny Ludvigsson
Göran Johnny Lennart Ludvigsson (stavat Johny i folkbokföringen), född 16 oktober 1943, är en svensk läkare. Han är professor i pediatrik vid Linköpings universitet och överläkare vid Barn- och kvinnocentrum vid Universitetssjukhuset i Linköping.

## Biografi
Ludvigsson växte upp som yngste son av fem barn till en småbrukare i Rugstorp, Kalmar län. Efter realskola i Mönsterås gick han gymnasiet på Sigtunastiftelsens Humanistiska Läroverk i Sigtuna.
Efter studentexamen 1963 studerade han medicin vid Uppsala universitet. Efter mindre fördjupningsarbeten i histologi blev han först amanuens och därefter assistent i patologi och deltog i diabetesforskning hos professor Gösta Hultqvist. Parallellt med läkarstudierna läste han in fem betyg i sociologi, statskunskap och psykologi. År 1969 blev han medicine licentiat och legitimerad läkare.
Våren 1971 började Ludvigsson på Barnkliniken i Linköping.  Yngve Larsson var där handledare för ett forskningsprojekt om diabetes, inom vilket Ludvigsson gjorde rön om kvarvarande insulinsekretion hos barn.
1975 fick Ludvigsson specialistkompetetens i pediatrik. Han disputerade 1976 på en avhandling om metabolisk kontroll vid diabetes hos barn och blev 1977 docent i pediatrik och överläkare vid barnkliniken vid Universitetssjukhuset i Linköping.
Ludvigsson blev 1983 tillförordnad professor  i Linköping och fick leda sin egen forskargrupp där då han efterträdde den samma år pensionerade professorn Yngve Larsson. Han utnämndes av regeringen 1985 till ordinarie professor i pediatrik vid Linköpings universitet. Ludvigssons forskning dominerades av diabetes, trots att han även arbetade kliniskt med barnonkologi och var ansvarig för barnonkologin i Sydöstra Sjukvårdsregionen från tidigt 70-tal till början på 1990-talet.
Åren 1985–1991 var Johnny Ludvigsson generalsekreterare för International Society for Pediatric and Adolescent Diabetes, världsorganisationen för barn- och ungdomsdiabetes.
2009 utsågs Ludvigsson till årets Linköpingsbo och har fått en buss i Linköping uppkallad efter sig. 
När läkarutbildningen skulle läggas om vid medicinska fakulteten och Hälsouniversitetet kom till, ledde Johnny Ludvigsson förändringarna tillsammans med Björn Bergdahl och pedagogen Margaretha Koch.[källa behövs]
1986 erhöll Ludvigsson studenternas pedagogiska pris, Kandidat Kork. Åren 1997–2002 var han ordförande för Centrum för folkhälsovetenskap. Åren 1997–2003 var han ordförande för forskningscentralen vid Hälsouniversitetet och också prodekanus för Hälsouniversitetet, liksom medlem i universitetssjukhusets styrgrupp. 2010 erhöll han Björn Bergdahlspriset för pedagogiska insatser vid Hälsouniversitetet.

### Forskning
År 1977 blev Ludvigsson docent i pediatrik och överläkare vid Barnkliniken vid dåvarande Regionsjukhuset i Linköping. Han grundade världens första immunintervention med plasmaferes för att rädda kvarvarande insulinsekretion. Effekten på sjukdomsprocessen var begränsad, men i plasman upptäcktes ett ämne som vägde 64 kD vilket sedermera visade sig vara det kanske viktigaste auto-antigenet vid typ 1-diabetes, glutaminsyradekarboxylas (GAD), som senare kom att användas i försök att förutse,  förebygga och bota typ 1-diabetes.
The Linköping Complication Study, som startats av Yngve Larsson under tidigt 1970-tal, fortsattes och gav positiva resultat beträffande  förebyggande av diabeteskomplikationer Ludvigsson genomförde också ett flertal försök med olika immuninterventioner, och han skapade en forskargrupp inom diabetesimmunologi. 
Försöken med GAD-vaccin var ett slag mycket lovande, men i fas III-studier nåddes inte avsett mål.. 
Ludvigsson har också varit aktivt involverad i projekt med monoklonala antikroppar mot CD3-receptorn.
I försöken att hitta orsak till typ 1-diabetes startade Ludvigsson den så kallade ABIS-studien (Alla Barn i Sydöstra Sverige) Av 21 700 barn som föddes i sydöstra Sverige oktober 1997–oktober 1999 ingick 17 000 barn i studien och dessa har sedan följts under första levnadsåret, och vid regelbundna intervall med frågeformlär, registrering av levnadsförhållanden, plus biologiska prover som samlats till en enorm och världsunik biobank. ABIS har blivit grund till flertal doktorsavhandlingar, vetenskapliga publikationer och forskningsprojekt när det gäller inte bara diabetes utan också övetvikt, celiaki,  rheumatoid artrit, studier av stress med mera.
Fram till juni 2014 hade Johnny Ludvigsson publicerat ungefär 400 artiklar, bland annat i tidskrifter som Nature, Lancet, New England Journal of Medicine, JAMA och BMJ. Han har mottagit bland annat Novo Nordisk-fondens pris för diabetesforskning 1998 och Inaugural ISPAD prize 2001. Han är utsedd till honorary member of ISPAD, och hedersmedlem av Svensk förening för diabetologi. Han utnämndes 2009 till årets diabetolog. 2014 tilldelades han Knud Lundbaeck Award av Scandinavian society for the study of diabetes.
Ludvigsson är en av undertecknarna av Great Barrington-deklarationen. 

### Barndiabetesfonden
För att skapa resurser till diabetesforskning grundade Johnny Ludvigsson 1989 Barndiabetesfonden Ett par år senare bildades också Barndiabetesfondens Riksförening.
År 2009, vid fondens 20-årsjubileum, utdelades för första gången Barndiabetesfondens Johnny Ludvigsson-pris på 250 000 kronor till mest framstående nordisk forskare inom Typ 1 diabetesområdet, och Barndiabetesfondens Johnny Ludvigsson-pris till yngre svensk barndiabetesforskare på 50 000 kronor. Prisen delas därefter ut årligen.
Johnny Ludvigsson avgick från sin post som ordförande för Barndiabetesfondens lokalförening Linköping i februari 2017.

### Familj
Han gifte sig 1966 med Ulla, född Stensson. De har 5 barn, bland annat medicinprofessorn Jonas Ludvigsson och historikern David Ludvigsson.